# 蔣法賢
蔣法賢博士，OBE，JP[?]（1903年2月27日—1974年12月22日），字鎏勳，道號洋澈，香港醫生、教育家和慈善家，1947年至1949年任香港中華醫學會會長，1956年至1959年任聯合書院首任校長兼校董會主席，1958年至1963年任香港聖約翰救傷隊總監。
蔣法賢1925年從香港大學醫學院畢業，1927年起私人執業，多年來組織大小講座和各類活動，向公眾教導有關衞生與醫療的常識，並由1932年起長年參與聖約翰救傷隊的活動，屢獲嘉獎。另外，他又歷任香港政府醫務委員會委員、保良局總理、租務法庭法官、紳士法庭法官和醫務顧問委員會委員等職；在港府以外，他還擔任過香港扶輪社社長、小童群益會執行委員會主席和會長、香港保護兒童會主席和聖公會聖基道兒童院董事會主席等多家社會公益團體的職務，熱心於公共事務。
在聯合書院校長任內，蔣法賢積極向港府爭取把崇基學院、新亞書院和聯合書院三家中文私立專上院校合併和升格成為一所全新的中文大學，並在三家院校於1957年組成香港中文專上學校協會後兼任協會主席，負責代表三家院校向港府和英政府交涉，終促成港府在1959年正式宣佈籌設香港中文大學的計劃，為中文大學在1963年創校奠下基石。

## 生平

### 早年生涯
蔣法賢祖籍廣東新會，1903年2月27日生於香港，父母分別名蔣安惠和胡妙光。居於山道25號的蔣法賢早年入讀位於掃桿埔的官立嘉道理爵士學校，1917年升讀皇仁書院，1920年畢業，後曾於1954年至1955年任皇仁書院舊生會副會長。蔣法賢於1920年通過入學試考入香港大學，同時獲廣東政府獎學金，得以主修醫學。他在皇仁和港大就讀期間表現傑出，曾分別獲庇理羅士獎學金、何福獎學金和其他獎項，1925年從港大獲得內外全科醫學士（M.B., B.S.）學位畢業，同年還任畢業班代表。蔣法賢後來熱心於港大的校友事務，曾連續三屆擔任香港大學醫學會名譽司庫、香港大學校友會理事和香港大學會所理事等職，其後於1940年出任香港大學校友會會長一職。
大學畢業後，蔣法賢獲得佐敦獎學金加入國家醫院，擔任港大首任內科學系教授約翰·安德遜（John Anderson）的醫務助理，負責生物化學方面的工作，又展開血液化學方面的研究。同時間，他還分別在國家醫院和位於九如坊的中區公立醫局兼任署理醫務官一職，每天早上為輪候市民提供門診服務。他在生物化學方面的工作，促成他在1927年發表〈糖尿病－生物化學測試在其診斷和治療方面的重要性〉（"Diabetes Mellitus - The Significance of Bio-chemical Tests in its Diagnosis and Treatment"）一文。

### 醫務生涯

#### 戰前工作
1927年7月，蔣法賢開展私人執業，特別擅長與生物化學和糖尿病有關的治療，期間又於1930年至1934年兼任東華醫院護士學校名譽講師，以及在1930年至1936年連續兩屆獲香港政府委任為醫務委員會委員。蔣法賢在1934年成為英國醫學會會員，同年，他前赴歐美展開為期約半年的醫務考察和實習，期間他曾到訪美國明尼蘇達州羅徹斯特的馬約診所和奧地利的維也納大學內科學系研習；另外又先後到英國倫敦的大奧蒙德街兒科醫院、夏洛特皇后婦產科醫院和愛爾蘭都柏林的圓塔醫院實習；以及到德國慕尼黑、意大利羅馬、瑞士日內瓦和法國巴黎等地的多家醫療機構考察。1935年1月返回香港後，蔣法賢與另一西醫胡惠德醫生合組開設醫務所，重新私人執業，旋設醫務所於中環畢打街及皇后大道中交界的華人行四樓，該處自此成為他畢生執業的地方。
在私人執業以外，蔣法賢很早便開始涉足不少與醫療相關的公益活動。1932年，中國發生一二八事變，日本派兵攻擊上海，造成人命傷亡。事件中蔣法賢參與籌設由民間組成的香港醫療救援委員會，向上海提供醫療支援，而他在委員會成立後更擔任名譽秘書一職。此外，他曾與中華佛教會合作，自行斥資營辦一所提供義診的醫務所，又擔任西南中學、聖保羅女書院（聖保羅男女中學前身）和香港中華基督教青年會的名譽醫生。透過與香港中華醫學會（香港醫學會前身）、國際聯青社、香港中華基督教青年會和香港基督教女青年會等團體合作，蔣法賢熱心於向香港大眾教導有關衛生與醫療的常識，並經常舉辦以健康和疾病預防等為題材的講座，和不時獲邀到香港播音台講授醫學常識。他也曾經與國際聯青社合作開辦衛生教育班，以培訓年青人為市民舉辦基本的健康講座為宗旨，從而提升大眾的衛生與健康常識水平。
蔣法賢早於二次大戰前已擔任不少醫療組織的職務，當中包括在1934年至1939年擔任英國醫學會香港及華南分會理事，歷任香港中華醫學會會董、名譽秘書和副會長等職，以及擔任過中華醫學會香港分會司庫及名譽秘書。另外，他又分別取得中華醫學會終身會士、奧地利維也納美國醫學會會員以及倫敦醫學獎學金學人等資歷。1937年中日戰爭爆發後，觸發不少難民從中國大陸南逃來港，蔣法賢遂於1940年至1941年間進一步獲港府委任為營養研究委員會委員，特別針對飲食和營養不良兩方面，參與調查當時在港難民的健康營養狀況。
1941年12月，日本揮軍香港，香港保衛戰一觸即發。在戰事期間，蔣法賢響應港府動員參與民事醫療防衛工作，並在香港大學本部大樓臨時搭置的大學救濟醫院負責診治傷員，直至香港在同年12月25日淪陷為止。香港淪陷後，蔣法賢在日治政府指令下，在1942年初被派到雅麗氏何妙齡那打素醫院擔任助理院長及司庫，該院當時被改稱為「市民醫院」，且隸屬於日治政府衛生課，是日治時期香港唯一一所民事醫院。一直到1943年1月，他才獲准卸去醫院的職務，恢復私人執業。1945年8月日本無條件投降和香港重光後，英國恢復對香港的殖民管治，港府以蔣法賢在香港保衛戰和日治期間參與醫療救援有功，特於1946年向他頒授防衛獎章，以資肯定。

#### 戰後工作

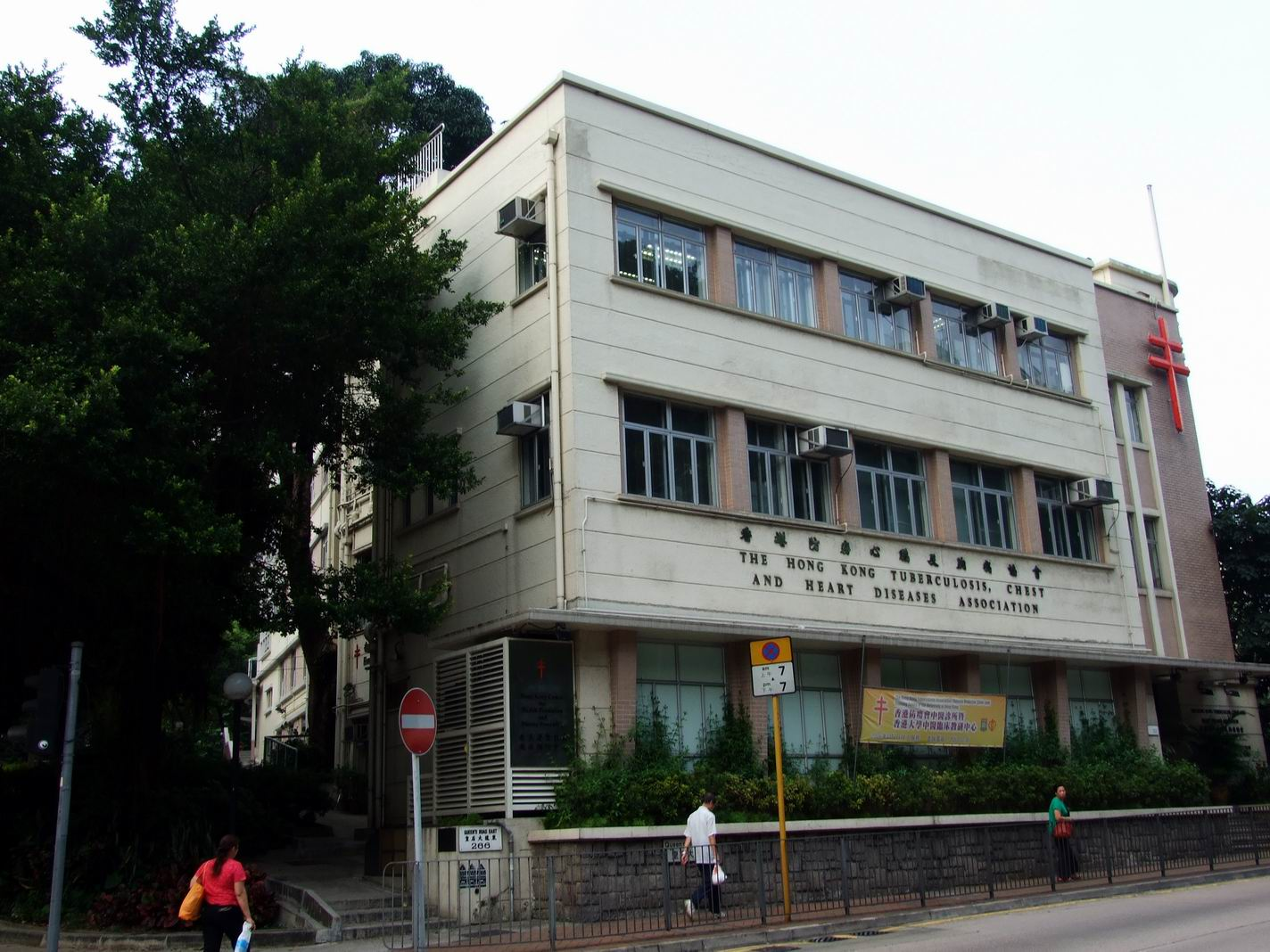
蔣法賢在1949年參與創立香港防癆會

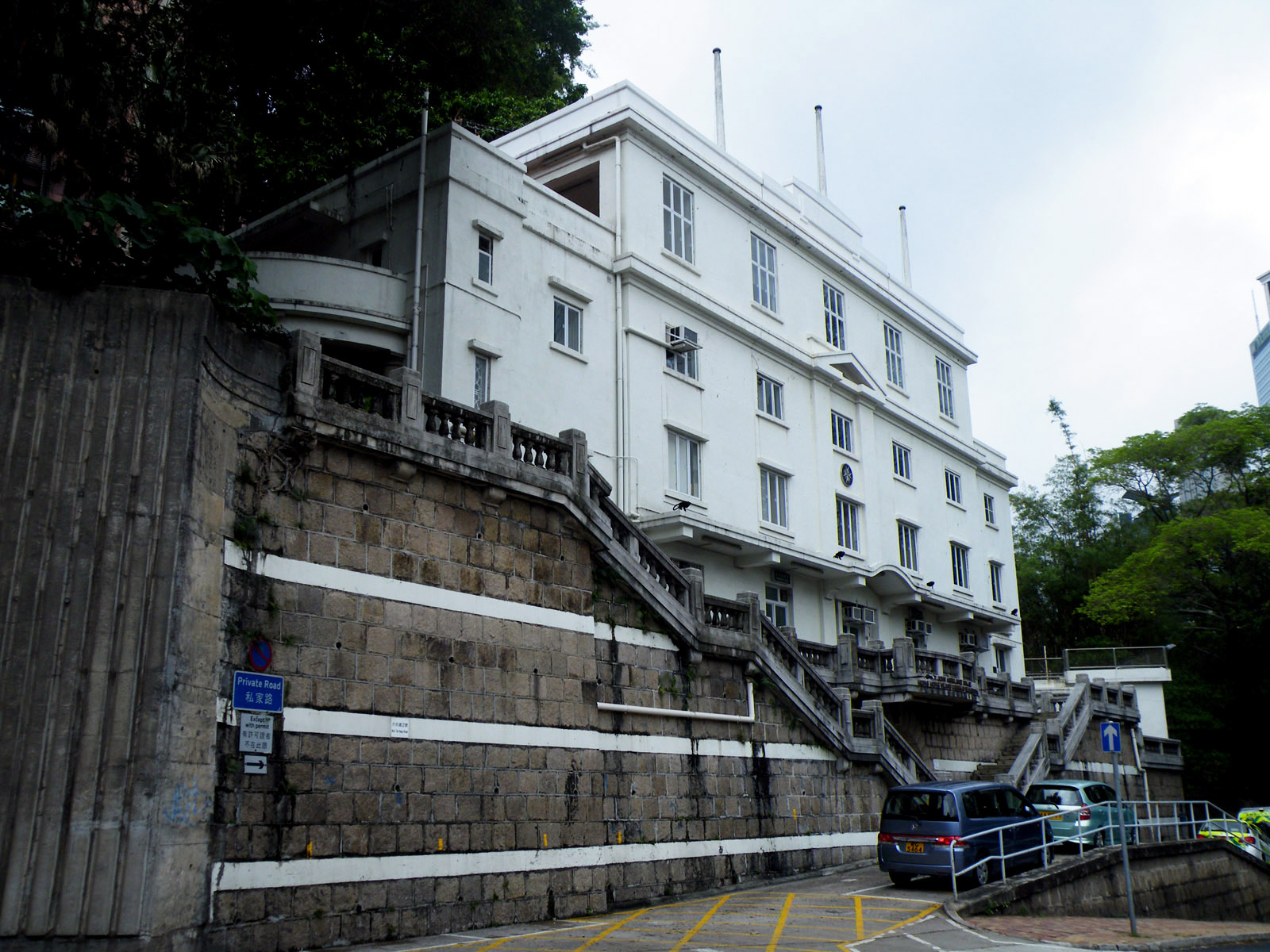
蔣法賢由1958年至1963年任香港聖約翰救傷隊總監

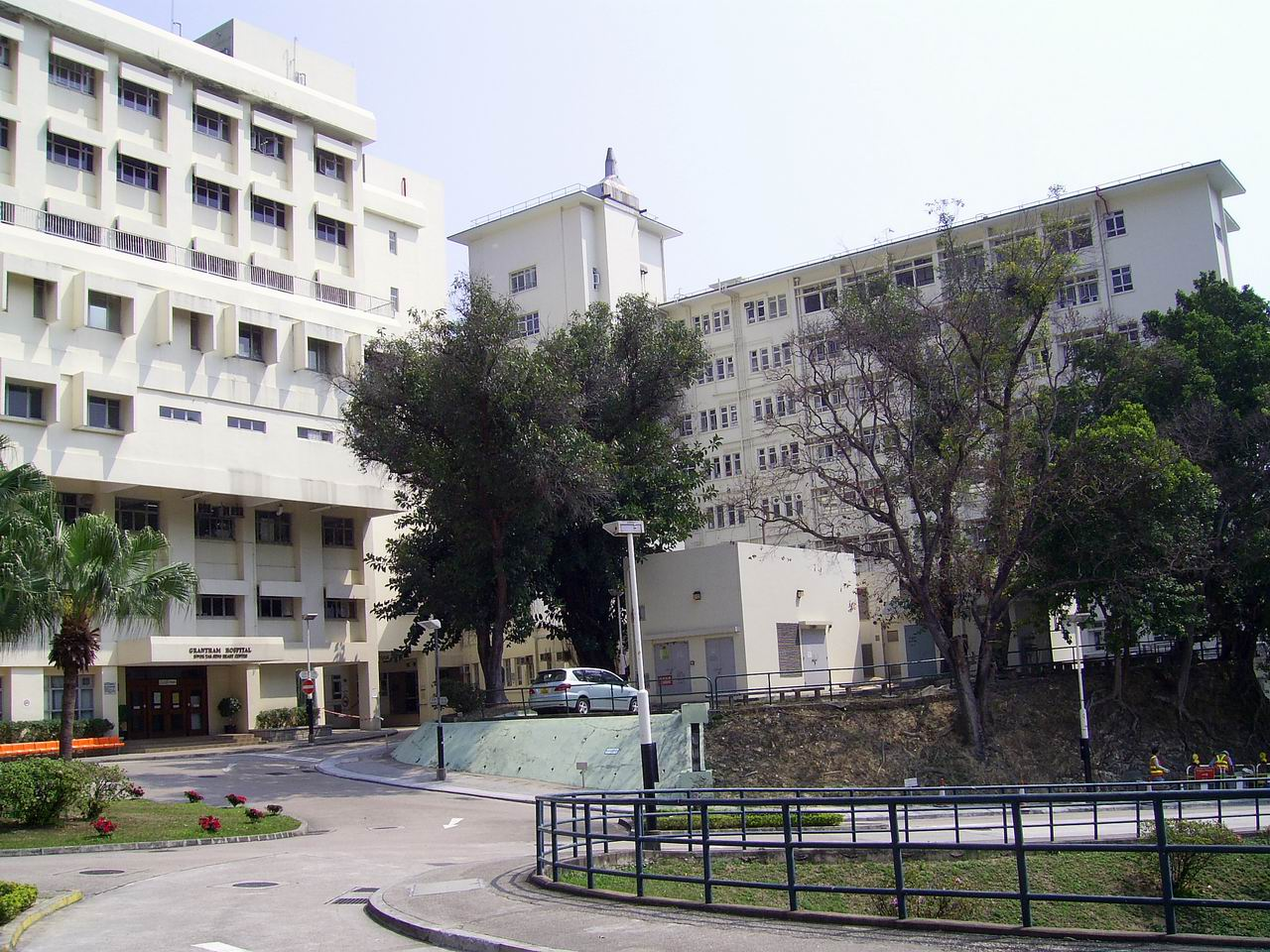
蔣法賢曾任葛量洪醫院建設醫務組主席

二戰後，蔣法賢繼續積極參與香港各類醫療事務組織，當中包括在1946年至1949年擔任香港防癆會執行理事會理事，響應律敦治等人的號召參與籌設香港防癆會，以應對當時在港流行的肺癆。防癆會在1948年成立後，他又於1949年至1952年擔任該會的創會理事，向大眾推廣預防肺癆的訊息。他後來還曾於1950年第二度擔任英國醫學會香港及華南分會理事、1959年起出任香港復康會信託人、以及在1963年至1967年任香港防癌會董事會創會董事。1947年至1949年，蔣法賢連續兩屆當選香港中華醫學會會長，任內與英國醫學會和立法局非官守議員周錫年醫生等爭取讓屬於該會會員的普通註冊西醫獲得授權，向出入境旅客發出證明已接受天花和霍亂預防疫苗注射的醫生紙，從而一改過往只限由港府醫務官簽發醫生紙的規定。
在一眾醫療組織當中，蔣法賢與香港聖約翰救傷隊的關係特別密切，早於1930年，他聯同胡惠德等醫生創立新界贈醫會，並任義務司庫及司理，參與在新界地區提供義診。贈醫會在1932年併入聖約翰救傷隊成為聖約翰新界贈醫會後，他繼續擔任贈醫會的義務秘書，同時正式加入聖約翰救傷隊成為隊醫。此後，蔣法賢長年參與聖約翰救傷隊的工作，到1949年出任救傷隊的聯隊醫官，1952年升任助理總監，主管訓練事務，1953年改任總務組助理總監，以及到1954年升任副總監，任內曾於1955年和1958年分別署任總監。
蔣法賢早於戰前已是聖約翰救傷隊終身會員，而聖約翰理事會在1949年成立後，他即成為理事會其中一名委員和常務委員。1958年至1963年，他進一步擔任香港聖約翰救傷隊總監，同時兼任聖約翰理事會副主席一職。為表揚他多年來在聖約翰救傷隊的工作，他屢次獲聖約翰騎士團頒授勳銜，當中包括在1948年獲聖約翰服務獎章、1953年和1958年先後在服務獎章獲加第一和第二條橫條，另外又在1947年、1953年和1965年先後獲頒OStJ勳銜、CStJ勳銜和準KStJ勳銜。
與戰前一樣，戰後的蔣法賢依舊獲港府委以不少與醫療事務相關的公職，其中計有在1946年起擔任後備警察隊名譽醫務官，直到後備警察隊在1957年改組為香港輔助警察隊為止，另外還有在1946年至1948年擔任港府營養顧問理事會理事、1952年至1955年再一次任港府醫務委員會委員、以及在1961年至1964年獲香港總督柏立基爵士委任為港府醫務顧問委員會委員，就公共醫療政策提供意見。蔣法賢也曾任青山戒毒院上訴委員，及擔任葛量洪醫院建設醫務組主席，協助籌建在1957年落成啟用的葛量洪醫院。
蔣法賢在戰後一直維持私人執業，曾診治過的名人包括港督柏立基等。此外，他又透過醫學會和扶輪社等組織，繼續舉辦不少醫療和健康講座，向公眾教導相關的知識。他曾撰寫過與醫務有關的小冊子包括在1948年發表的〈香港中華醫學會簡史〉（"History of The Hong Kong Chinese Medical Association"）、1949年的〈香港的醫院服務〉（"Hospital Services in Hong Kong"）、1955年的〈中國的醫學貢獻〉（"China's Contribution to Medicine"）、1956年的〈香港聖約翰救傷隊簡史〉（"History of The St. John Ambulance Brigade in Hong Kong"）和1958年的〈中國外科手術歷史回顧概要〉（"A Short Historical Review of the Development of Surgery in China"）等。1956年，他又把聖約翰救傷會、聖安德魯斯救傷會和英國紅十字會的認可急救手冊First Aid to the Injured翻譯成為中文版，並命名為《傷者急救學》，以便利香港聖約翰救傷隊的成員。他後於1958年和1962年再先後編譯《救急學》（First Aid）和《急救學教理問答》（First Aid Catechism）兩書。

### 社會公職
在醫務工作以外，蔣法賢也熱心參與一系列社會公益團體的工作，例如早在戰前已任鐘聲慈善社名譽總監，及到由香港聖公會何明華會督創辦的香港露宿救濟會擔任義工，戰後他又嘗任社會服務聯會理事、香港拯溺總會副會長、和在1961年至1974年出任香港紅卍字會會長等。
蔣法賢特別關注兒童福利，1935年，何明華會督在新界大埔「十三咪半」創立大埔農化孤兒院，他即響應胡惠德醫生等人對孤兒院提供協助，並擔任該院董事會副主席兼助理秘書。孤兒院在戰後易名為聖公會聖基道兒童院，高峰時期收容多達330名孤兒。1964年，蔣法賢接替逝世的胡惠德擔任董事會主席，繼續監督該院的運作，到1974年為止。他其他擔任過的相關公職還有在1947年至1950年出任小童群益會執行委員會主席、1950年至1951年任香港保護兒童會主席、1954年起出任香港童軍總會九龍地方副會長、以及在1962年至1966年再任小童群益會會長等職。
在社團方面，蔣法賢與扶輪社、國際聯青社和世界兄弟會等團體關係密切，歷年來積極參與這些團體的活動和會務，擔任要職。他早於1937年出任香港聯青社社長，並於1939年至1940年任國際聯青社華南區監督，下轄香港、福建、廣東、雲南、廣西和貴州各地；另外又在1957年至1959年任世界兄弟會香港分會主席，和在1959年起改任世界兄弟會香港分會副會長。蔣法賢二戰結束後由1947年至1948年出任香港扶輪社社長，任內於1948年發表〈香港扶輪社歷史〉（"History of the Rotary Club of Hong Kong"）一文。他後來於1958年至1960年任國際扶輪港澳台區顧問，期間成功推動把該區改組為345區。國際扶輪345區成立後，他復於1961年至1962年留任該區的香港顧問。在工商組織方面，蔣法賢戰前已任香港華商總會值理、四邑工商總會董事、新會商會理事和在1937年出任商業通濟公會會長等。1961年，他又參與成立新會古井同鄉會，並任首任會長，1963年卸任後改任永遠榮譽會長一職。
活躍於社會事務的蔣法賢也得到國民政府注意，早於1937年，他在香港華僑選舉中當選為南京制憲國民大會監票員之一，此外又任歐美同學會和中國太平洋國際學會會員。至於香港政府方面，蔣法賢曾在1938年至1939年獲委任為保良局總理；1945年日本投降和香港重光後，香港在當年8月至翌年4月一度由海軍中將夏慤爵士主持的英方臨時軍政府管治，期間蔣法賢獲得起用，分別擔任夏慤總督慈善救濟基金顧問、首屆租務法庭法官、香港建設復興華人諮詢委員會委員、該委員會轄下的業主與租客小組委員會委員、以及軍政府的救濟及教育委員會委員等職。蔣法賢在業主與租客小組委員會任內參與研究在戰後房屋需求殷切的情況下，如何防止迫遷情況發生和控制租金上漲；在救濟及教育委員會內，他也協助有需要的市民和湧港難民分發食物和衣物、提供醫療援助、和資助兒童就學等。
1946年香港恢復民事管治後，蔣法賢於1954年4月1日獲港府奉委非官守太平紳士，旋於同年至1963年出任紳士法庭法官，1957年至1962年出任港府緊急規例拘留令檢討委員會委員，繼後於1962年至1963年出任遞解羈留法庭法官。為表揚他多年來在公共事務方面的表現，他在1953年獲授加冕獎章，1961年英女皇壽辰授勳名單中再獲英廷授予OBE勳銜。

### 教育事務
蔣法賢雅好中文，並愛收藏書畫古玩，源於對中國語文的興趣，他在1953年至1955年獲港府委任為教育司署中文課程研究委員會委員，1955年起出任美國的孟氏基金會理事、1958年起任香港大學中文學會名譽副會長、另外又任港大東方語言研究院董事等職。1960年至1963年，他獲邀出任以明代理學家「白沙先生」陳獻章命名的白沙文化教育基金會副主席，卸任後再獲邀留任顧問一職。此外，他由1951年至1953年任中英學會（戰前稱中英文化協會）主席，1936年起長年擔任聖保羅女書院（後改稱聖保羅男女中學）校董兼義務秘書，1962年起再進一步擔任香港紅卍字會卍慈小學校監一職。

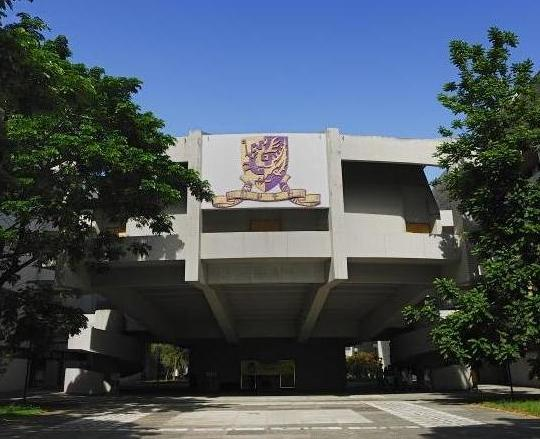
蔣法賢在聯合書院校長任內爭取香港設立一家中文大學，影響香港中文大學（圖）後來於1963年創校

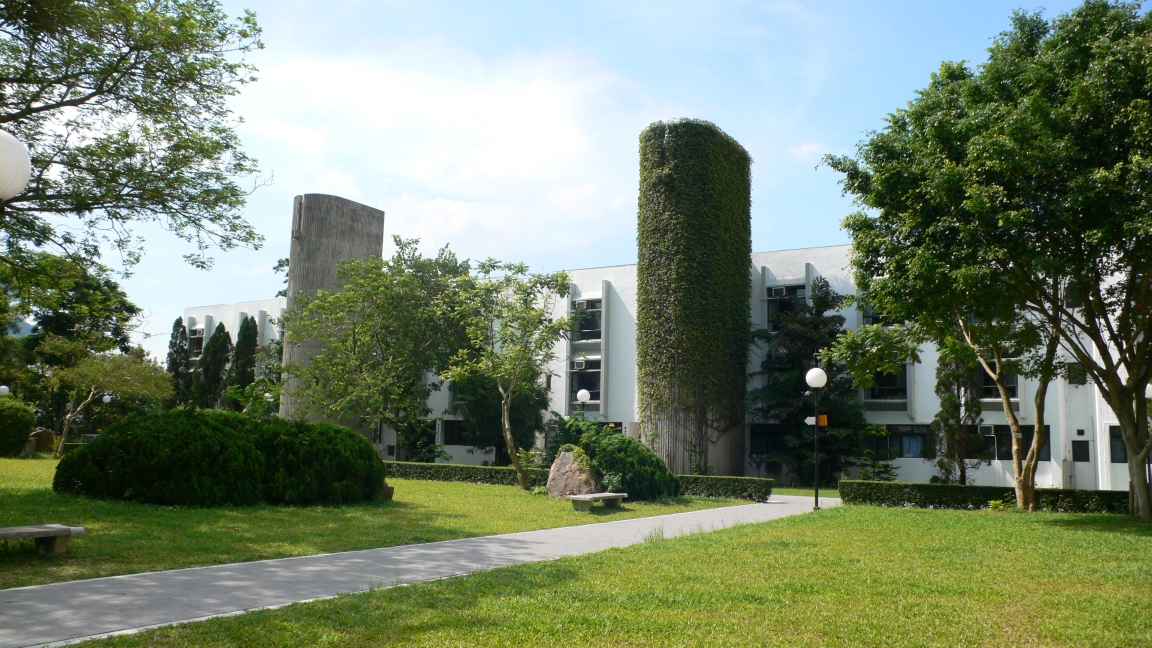
中文大學成立後，聯合書院（圖）於1972年遷入中文大學位於沙田的校址

蔣法賢對香港中文大學在1963年創校也具一定的影響。事實上，香港在第二次世界大戰完結後不久，特別是中華人民共和國在1949年立國後，已漸漸出現設立一所中文大學的構想。當時中國大陸局勢動盪，不少南逃至香港的大陸學者紛紛開辦一些私人專上院校。然而，鑑於這些院校並非大學，因此頒授的學位不像早於1911年成立的香港大學，獲得港府同等的承認；同時，在1949年以前，不少在中文學校就讀、或是不獲港大取錄的香港預科畢業生，通常都會選擇到中國大陸的大學繼續升學，但自大陸風雲色變以後，前赴大陸升學的做法漸為罕見，使這類學生少了一條主要的升學途徑。
為了集中這些中文院校的力量，廣僑書院、光夏學院、華僑工商學院、文化專科學校和平正會計專科學校五家旅港私立專科院校在1956年8月合併成為聯合書院，並邀得蔣法賢擔任書院首任校長，同時兼任首任校董會主席。書院校址最初設於香港島堅道147號，初時學生600多人，至翌年即有畢業生73名。
蔣法賢任內積極主張聯結各家中文專上院校成為一所全新的中文大學，而當時又以崇基學院、新亞書院和聯合書院最具實力。適逢1956年，美國雅禮協會駐新亞書院代表郎家恆（Charles Long）致書時任教育司高詩雅（D. J. S. Crozier），就私立專上院校的地位提出討論和建議，有關建議促成港府在1957年1月首次就專上教育和私立專上院校的發展，與三家專上院校代表召開會議作正式討論。會上，崇基學院校長凌道揚教授、新亞書院校長錢穆博士和身為聯合書院校長的蔣法賢均對專上院校教育對香港社會發展的重要性提出看法，而錢穆更提出設立另一所大學的建議。
在該次會議後，三家專上院校共同就專上教育發展制訂計劃，以供港府考慮，終促成三家院校在1957年2月成立香港中文專上學校協會，由蔣法賢擔任首任主席，並邀得香港聖公會何明華會督擔任顧問，而協會委員則由三家院校派出代表擔任。蔣法賢在任內負責代表三家院校向港督柏立基爵士和高詩雅等港府高層爭取獲得資助、提升教學、師資和設備水平，以及賦予頒發獲政府認可學位的資格，向升格成為大學邁進。經過協會向港府方面爭取，以及港府與殖民地部的深入討論，英政府方面終於在1958年8月原則上支持在香港創辦一所中文大學，對中文大學的創辦是為一大突破。1959年6月，蔣法賢聯同高詩雅正式對外宣佈崇基、新亞和聯合三家院校成為政府資助的專上學院，而香港也將成立一家由崇基、新亞和聯合組成的聯邦制大學，籌備大學成立的工作立即展開。
不過，這時的蔣法賢卻決定功成身退，辭去聯合書院校長、校董會主席和中文專上學校協會主席的職務，因此未有參與大學籌備方面的工作。雖然如此，經過蔣法賢的積極爭取，籌辦香港中文大學一事有了新的方向。此後，港府在1961年成立大學籌備委員會，1962年成立富爾敦委員會，負責就中文大學的成立提供深入意見。1963年6月，港府正式接納了《富爾敦報告書》的建議，旋即設立一個由20人組成的臨時校董會。同年9月15日，《香港中文大學條例》獲立法局三讀通過成為法例，籌備經年的香港中文大學最終得以在1963年10月17日正式成立。
退出聯合書院的工作後，蔣法賢晚年把注意力投放回自己的母校香港大學。他在1961年至1968年擔任香港大學校董、1964年至1968年任港大校務委員會委員，以及在1962年至1968年連續兩屆擔任香港大學畢業生議會主席，就港大發展提出意見。為表揚他積極投身香港社會各方面的事務，他在1969年獲香港大學頒授榮譽法學博士（LL.D.）學位，並成為香港大學創校以來第100位榮譽學位領受人。

### 晚年生涯
1963年2月5日，蔣法賢在港督府拜會港督柏立基爵士期間中風，被送往瑪麗醫院治療，到同年2月23日才康復出院。此後他雖然繼續在自設的私人診所執業，但就卸下香港聖約翰救傷隊總監和紳士法庭法官等職務，以減少工作量。晚年的蔣法賢仍身兼香港紅卍字會會長和聖公會聖基道兒童院董事會主席等職，並繼續參與不少社交場合和公開活動。
1974年12月22日早上六時，蔣法賢在香港島銅鑼灣金龍臺7號寓所逝世，終年71歲。他的遺體隨後移奉往香港殯儀館治喪，旋於12月24日舉行大殮。出殯當日各界致悼者眾，聯合書院、聖約翰救傷隊和紅卍字會等他生前曾任職的團體也有派出代表致悼，而扶靈人士則由前兩局非官守議員馮秉芬爵士和副教育司何雅明等共10名生前好友組成。儀式過後，蔣法賢的遺體即日安葬於柴灣華人永遠墳場。

## 個人生活
蔣法賢於1943年1月20日在香港迎娶曹麗姬為妻，兩人育有一子一女，分別名蔣顯輝和蔣璧輝。蔣曹麗姬為執業事務律師兼前任立法局首席華人非官守議員曹善允博士的女兒，先後受教於聖士提反女子中學和香港大學醫學院，戰後於1947年至1948年擔任保良局總理、1953年至1957年任港府教育委員會委員、1956年至1957年任香港中國婦女會主席、1953年至1963年接替丈夫任香港防癆會理事，及曾任少年法庭紳士法官、紳士法庭法官和租務法庭法官等職。她在1946年獲港府頒授防衛獎章、1947年12月11日奉委非官守太平紳士、以及在1953年獲頒加冕獎章。蔣曹麗姬在1981年10月21日於香港養和醫院病逝，終年72歲。
雖然生前與不少具基督教背景的團體關係密切，但蔣法賢事實上是一位虔誠的佛教徒，潛修佛學，而且擁有道號洋澈。他生前雅好中文，主要的興趣包括登山、閱讀、寫書法、收藏書畫古玩和古籍等。蔣法賢生前居於香港島銅鑼灣金龍臺7號，1960年至1962年任銅鑼灣街坊福利會常務委員會委員，卸任後於1963年起任銅鑼灣街坊福利會榮譽會長。

## 榮譽

### 殊勳
- 以下列出榮譽全稱及縮寫：^ 
  - 防衛獎章 （1946年[8]）
  - 聖約翰官佐勳章（O.St.J.） （1947年1月3日[13]）
  - 聖約翰勳章服務獎章 （1948年1月[8]）
  - 聖約翰司令勳章（C.St.J.） （1953年1月2日[14]）
  - 聖約翰勳章服務獎章第一條橫條 （1953年[8]）
  - 加冕獎章 （1953年6月2日[8]）
  - 非官守太平紳士（J.P.） （1954年4月1日[8]）
  - 聖約翰勳章服務獎章第二條橫條 （1958年[8]）
  - 英帝國官佐勳章（O.B.E.） （1961年英女皇壽辰授勳名單[18]）
  - 準聖約翰爵級正義司令勳章（K.St.J.） （1965年1月12日[15]）

### 榮譽學位
- 榮譽法學博士
  - 香港大學 （1969年[10]）

### 以他命名的事物
- 聯合書院校友會蔣法賢博士伉儷學業優異獎（Dr and Mrs F. I. Tseung of United College Alumni Association Prize）：由聯合書院校友會設立，供香港中文大學聯合書院本科生學生申請。[36]
- 蔣法賢校長講座（Dr F. I. Tseung Lecture）：是香港中文大學聯合書院舉辦的七個「院長講座系列」之一，2005年2月18日於聯合書院舉行，由1996年諾貝爾經濟學獎得主莫理斯爵士主講。[37]

## 注腳
1. ↑  一作「Dr Tseung Fat-in」。
2. 1 2 3 4 5  〈香港紅卍字會會長蔣法賢昨晨逝世〉（1974年12月23日）
3. 1 2 3  〈訃聞〉（1974年12月24日）
4. 1 2 3 4 5 6 7 8 9  "TSEUNG Fat In, Dr." (1966), pp.317-318.
5. ↑  〈蔣法賢恭請亡父蔣安惠、母胡妙光結緣訓〉（造訪於2014年1月12日）
6. 1 2 3 4 5 6 7 8 9 10 11 12 13 14 15 16 17 18 19 20 21  吳醒濂（1937年）
7. 1 2 3  〈香港大學第七十二屆頒授榮譽學位〉（1969年2月7日）
8. 1 2 3 4 5 6 7 8 9 10 11 12 13 14 15 16 17 18 19 20 21 22 23 24 25 26 27 28 29 30 31 32  Walker (1973), p.464.
9. 1 2 3 4 5 6 7 8 9 10 11 12 13  Walker (1973), p.465.
10. 1 2 3 4 5  "Fat Im TSEUNG" (1969)
11. ↑  Official Report of Proceedings (30 April 1948), pp. 88-91.
12. 1 2 3 4 5  〈蔣法賢榮陞總監，明日將正式就任〉（1958年6月23日）
13. 1 2  "Issue 37842 （页面存档备份，存于）", London Gazette, 3 January 1947, p.2.
14. 1 2  "Issue 39743 （页面存档备份，存于）", London Gazette, 2 January 1953, p.2.
15. 1 2  "Issue 43547 （页面存档备份，存于）", London Gazette, 12 January 1965, p.5.
16. 1 2 3  岑維休（1969年），第十篇頁九十八。
17. ↑  〈55載作育英才，聯合邁進新里程〉（2011年6月號）
18. 1 2  "Supplement to Issue 42370 （页面存档备份，存于）", London Gazette, 2 June 1961, p.25.
19. 1 2 3 4  吳倫霓霞（1993年），頁22。
20. 1 2 3 4  葛量洪爵士著、曾景安譯（1984年），頁205。
21. 1 2 3 4  〈簡史及使命：書院簡介〉（造訪於2014年1月12日）
22. 1 2  吳倫霓霞（1993年），頁210。
23. 1 2  〈「務實創新、聯合邁進」－我校聯合五十載〉（2006年9月號）
24. ↑  〈前任聯合書院校長蔣法賢醫生逝世〉（1974年12月23日）
25. ↑  吳倫霓霞（1993年），頁13。
26. 1 2 3  吳倫霓霞（1993年），頁13至15。
27. 1 2  吳倫霓霞（1993年），頁15。
28. ↑  吳倫霓霞編（1993年），頁18至19。
29. ↑  《香港中文大學探討大學整合專責小組向大學校董會提交之報告》（2003年3月），附錄C/12。
30. ↑  吳倫霓霞編（1993年），頁211。
31. 1 2  吳倫霓霞（1993年），頁22至23。
32. ↑  吳倫霓霞（1993年），頁24。
33. 1 2 3  〈香港紅卍字會會長蔣法賢醫生舉殯〉（1974年12月25日）
34. 1 2 3  "TSEUNG Fat In, Mrs." (1966), p.318.
35. ↑  〈女太平紳士蔣曹麗姬病逝〉（1981年10月23日）
36. ↑  〈香港中文大學聯合書院各項獎學金及經濟援助詳情〉（造訪於2014年1月12日）
37. ↑  〈聯合書院「院長講座系列」－「蔣法賢校長講座」莫理斯爵士主講〉（2005年3月15日）

### 中文資料
- 吳醒濂著，《香港華人名人史略》。香港：五州書局，1937年。
- 〈蔣法賢榮陞總監，明日將正式就任〉，《工商日報》第六頁，1958年6月23日。
- 岑維休主編，《香港年鑑》。香港：華僑日報，1969年。
- 〈香港大學第七十二屆頒授榮譽學位〉，《華僑日報》第六張第三頁，1969年2月7日。
- 〈香港紅卍字會會長蔣法賢昨晨逝世〉，《華僑日報》第二張第二頁，1974年12月23日。
- 〈前任聯合書院校長蔣法賢醫生逝世〉，《華僑日報》第四張第三頁，1974年12月23日。
- 〈訃聞〉，《華僑日報》第二張第二頁，1974年12月24日。
- 〈香港紅卍字會會長蔣法賢醫生舉殯〉，《華僑日報》第二張第三頁，1974年12月25日。
- 〈女太平紳士蔣曹麗姬病逝〉，《工商日報》第七頁，1981年10月23日。
- 葛量洪爵士著、曾景安譯，《葛量洪回憶錄》。香港：廣角鏡出版社，1984年。
- 吳倫霓霞編，《邁進中的大學：香港中文大學三十年 （页面存档备份，存于）》。香港：中文大學出版社，1993年。
- 《香港中文大學探討大學整合專責小組向大學校董會提交之報告 （页面存档备份，存于）》。香港：香港中文大學，2003年3月。
- 〈聯合書院「院長講座系列」－「蔣法賢校長講座」莫理斯爵士主講 （页面存档备份，存于）〉，《聯合動態》第廿七卷第八期，2005年3月15日。
- 〈「務實創新、聯合邁進」－我校聯合五十載 （页面存档备份，存于）〉，《中大校友》第四十七期，2006年9月號。
- 〈55載作育英才，聯合邁進新里程 （页面存档备份，存于）〉，《中大校友》第六十六期，2011年6月號。
- 〈簡史及使命：書院簡介 （页面存档备份，存于）〉，香港中文大學聯合書院，造訪於2014年1月12日。
- 〈香港中文大學聯合書院各項獎學金及經濟援助詳情 （页面存档备份，存于）〉，香港中文大學聯合書院，造訪於2014年1月12日。
- 〈蔣法賢恭請亡父蔣安惠、母胡妙光結緣訓 （页面存档备份，存于）〉，造訪於2014年1月12日。

### 英文資料
- Official Report of Proceedings （页面存档备份，存于）. Hong Kong: Hong Kong Legislative Council, 30 April 1948.
- "TSEUNG Fat In, Dr.", Hongkong Album. P.C. Lee., 1966.
- "TSEUNG Fat In, Mrs.", Hongkong Album. P.C. Lee., 1966.
- "Fat Im TSEUNG （页面存档备份，存于）", HKU Honorary Graduates. Hong Kong: The University of Hong Kong, 1969.
- Walker, Joseph, Hong Kong Who's who: An Almanac of Personalities and Their Comprehensive Histories. Hong Kong: Rola Luzzatto, 1973.

## 延伸閱讀
- 何得雲著，《蔣法賢博士紀念集》。香港：金風照相植字公司，1977年。

## 外部連結
- 聯合書院五十五 （页面存档备份，存于），星島日報（2012年4月6日）
- 中大成立之前 （页面存档备份，存于），蘋果日報（2013年12月22日）

| 學術機關職務      | 學術機關職務                       | 學術機關職務      |
| ----------------- | ---------------------------------- | ----------------- |
| 前任： 新創設     | 聯合書院校董會主席 1956年–1959年   | 繼任： 周錫年爵士 |
| 前任： 新創設     | 聯合書院校長 1956年–1959年         | 繼任： 凌道揚教授 |
| 非組織職務        |                                    |                   |
| 前任： 陳希之醫生 | 香港中華醫學會會長 1947年–1949年   | 繼任： 華則仁醫生 |
| 前任： 馮秉芬議員 | 香港聖約翰救傷隊總監 1958年–1963年 | 繼任： 盧樂夫     |
| 前任： 何明華會督 | 香港小童群益會會長 1962年–1966年   | 繼任： 李福逑     |